# Wladimir Wassiljewitsch Nikitin
Wladimir Wassiljewitsch Nikitin (russisch Владимир Васильевич Никитин; * 14. Juli 1959 in Kozino, Udmurtien) ist ein ehemaliger Skilangläufer, der für die Sowjetunion startete.
Nikitin nahm 1982 an den Nordischen Skiweltmeisterschaften am Holmenkollen in Oslo teil. Dort gewann er mit seinen Teamkollegen Oleksandr Batjuk, Juri Burlakow und Alexander Sawjalow die Silbermedaille im Staffelwettbewerb. Im Einzelrennen über 30 Kilometer wurde er Achter. Die nachfolgende Weltcup-Saison 1982/83 beendete Nikitin auf dem achten Platz. 1984 trat er bei den Olympischen Winterspielen in Sarajevo im Einzelrennen über 15 Kilometer sowie in der Staffel an. Im Einzel erreichte er Rang fünf. Im Staffelrennen gewann er erneut Silber zusammen mit Batjuk, Sawjalow und Nikolai Simjatow. Bei der Winter-Universiade 1985 in Belluno und der Winter-Universiade 1987 in Štrbské Pleso holte er jeweils die Goldmedaille über 15 km und 30 km. Bei sowjetischen Meisterschaften siegte er zweimal mit der Staffel (1981, 1984) und zweimal über 15 km (1982, 1985).